# Patricio Guzmán
Patricio Guzmán Lozanes (Santiago, 11 d'agost de 1941) és un director de cinema xilè, creador de més d'una vintena de pel·lícules, en la seva majoria documentals.
En 1973 va ser detingut després del cop d'estat a Xile que va donar inici a la dictadura militar de Augusto Pinochet. Va aconseguir partir a l'exili i salvar el registre de la trilogia documental que el va fer mundialment reconegut: La batalla de Chile (1975-1979), que parlava des del triomf de l'expresident Salvador Allende i la Unidad Popular, fins als fets que van desencadenar finalment el cop d'estat.
Des de llavors viu a l'estranger. Actualment resideix a França, des d'on ha realitzat la majoria de les seves pel·lícules, inclosos les seves més reconeguts documentals, entre ells Chile, la memoria obstinada (1997), Nostalgia de la luz (2010) i El botón de nácar (2015). La seva obra s'estén des de 1965 fins avui, i ha estat guardonada amb més de setanta premis en desenes de festivals internacionals.

## Biografia

### Infància i joventut
Patricio Guzmán pertany, segons les seves pròpies paraules, a «una família molt nòmada, molt desintegrada», i sobre els seus anys escolars, recorda: «Pel mateix em vaig formar en diversos col·legis. Vaig viure, fins i tot, un temps a Viña del Mar. Per tant, no vaig tenir una formació molt homogènia, com la que pot donar-se en un sol col·legi o en un sol barri. Aquesta espècie d'educació desarticulada va acabar en el Institut Nacional, on vaig cursar el quart any d'humanitats [allí va ser company del futur escriptor Antonio Skármeta]. Després vaig anar a parar a una Acadèmia Long Fellow, que rebia tota sort de gent negada als estudis. L'ambient era estrany i fins a mig sinistre. Vaig aprovar, després, amb prou feines el batxillerat i vaig ingressar com a alumne oïdor a Història i Geografia».
Va estudiar a l'Escola de Teatre de la Universitat de Xile (1960) i a les facultats d'Història (1961) i Filosofia (1962-65), que va haver d'abandonar per raons econòmiques. Va treballar quatre anys en una oficina de publicitat, temps durant el qual va escriure «dos llibres, un conte i una novel·la», que ell mateix va qualificar de «dolents».

### Els seus inicis com a cineasta
Sobre els seus primers passos al cinema relata: «La veritat és que aquest treball [en publicitat] no m'apassionava i vaig començar a fer pel·lícules de 8 mm amb dos altres amics. Vam fer diverses que ens van servir d'aprenentatge i ens divertim bastant. Cert dia la meva dona va portar aquestes pel·lícules al Fílmic perquè els traguessin còpies i Rafael Sánchez es va interessar per elles».
Va començar així a col·laborar amb l'Institut Fílmic de la Universitat Catòlica, que poc després li va donar la possibilitat de rodar un curtmetratge de 10 minuts titulat Viva la libertad i el va contractar com a ajudant. No obstant això, arran d'algunes tensions que van sorgir després de filmar Electroshow, va decidir anar-se a estudiar a l'estranger. Com no va aconseguir aconseguir una beca, li va proposar a la seva dona vendre tot el que tenien i es va comprar un passatge per a Espanya, on va començar a treballar en una agència publicitària a Madrid mentre es preparava per a presentar-se a la Escola Oficial de Cinematografia, de la qual es va diplomar el 1969 (es va diplomar de director l'any següent). Va treballar dos anys en els Estudis Moro, de publicitat, un dels més grans d'Espanya.
Al març de 1971, va tornar a Xile i a l'any següent va estrenar el seu primer llarg documental, El primer año (sobre els dotze mesos inicials del govern de Salvador Allende). El cineasta francès Chris Marker, que estava de pas a Santiago quan es va estrenar el film, li va oferir mostrar-lo a França i Bèlgica.

### Detenció i exili
Chris Marker va tornar a prestar una valuosa ajuda a Guzmán el 1973, quan li va proporcionar els rotllos per a filmar La batalla de Chile, una trilogia documental de quatre hores i mitja sobre l'últim any d'Allende. El rodatge d'aquesta pel·lícula es va prolongar fins al mateix 11 de setembre, dia del cop d'estat que va encapçalar el general Augusto Pinochet.
Guzmán va ser detingut i va estar pres quinze dies a l'Estadi Nacional. Amb ajuda de la seva dona i amics, va aconseguir treure de Xile els rotllos de pel·lícula i viatjar a Europa. Allí va començar a buscar, juntament amb Marker, els mitjans econòmics per muntar-la. L'ajuda va arribar des de l'Institut Cubà de Cinematografia (ICAIC), que mantenia bones relacions amb el cineasta francès: Guzmán va partir llavors a l'Havana, on va acabar el documental uns anys més tard.

### Consolidació artística

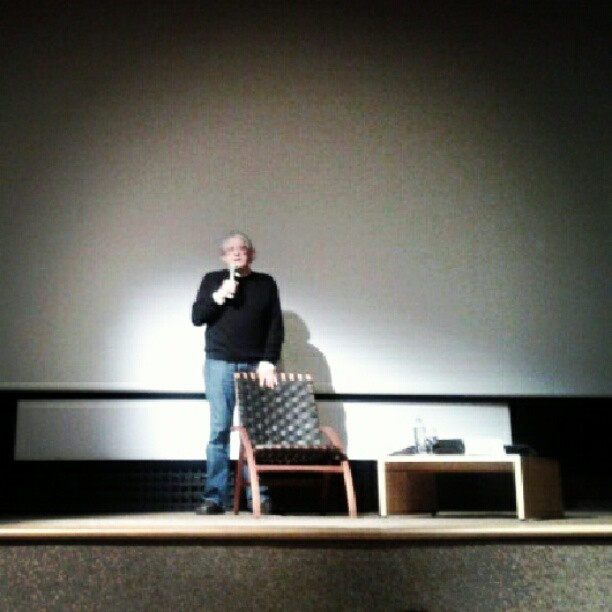
Classe magistral de Guzmán el 2012.

La batalla de Chile va guanyar sis grans premis a Europa i a Amèrica Llatina i va ser distribuïda a les sales comercials de 35 països. La revista nord-americana Cineaste la va definir com «un dels deu millors films polítics del món».
Guzmán va continuar fent documentals en l'exili, a Espanya i França. En 1987, va realitzar En nombre de Dios (Gran Premio, Florencia 1987), sobre la lluita de l'Església catòlica xilena en favor dels drets humans. Entre 1990 i 1992, va dirigir La cruz del sur (Gran Premio, Marsella 1992), sobre la religiositat popular a Amèrica Llatina; i el 1995, Pueblo en vilo, sobre la memòria històrica d'un llogaret mexicà.
En 1997, el director va presentar La memoria obstinada (Gran Premi, Florència 97), sobre l'amnèsia política xilena. Després seguiren La isla de Robinson Crusoe (1999), sobre l'illa del mateix nom, El caso Pinochet (2001), sobre el judici contra l'exdictador a Londres (Gran Premi, Marsella 2001); Madrid (2002), sobre la capital d'Espanya, Salvador Allende (2004), Nostalgia de la luz (2010, premi al millor documental europeu d'aquell any), El botón de nácar (2015, Os de Plata al millor guió a la Berlinale i el Premi Ecumènic d'aquest festival).
Ha estat jurat en nombrosos certàmens, i fundador del Festival de Documentals de Santiago (Fidocs), que ha dirigit i realitzat amb l'ajuda d'un grup de joves des de 1997. En 2013, va donar 28 de les seves pel·lícules a la Cineteca Nacional.
Patricio Guzmán viu a París amb la seva esposa Renate Sachse, qui col·labora en l'escriptura dels seus projectes. És professor de cinema documental en algunes escoles d'Europa i Amèrica Llatina. D'un matrimoni anterior té dues filles cineastes: Andrea i Camila Guzmán Urzúa, els qui amb freqüència treballen amb ell.
| «                 | Un país que no tiene cine documental es como una familia sin álbum familiar. | » |
| — Patricio Guzmán |                                                                              |   |

El llibre El cine documental según Patricio Guzmán, de Cecilia Ricciarelli, analitza profundament l'obra de Guzmán. En el llibre reprodueix algunes declaracions del director xilè, com ara:
| «                 | Lo que me resulta increíble es cómo una película puede constituirse en una prueba de un pasado que fue borrado. Yo nunca tuve conciencia de esto, yo pensaba que la historia se había logrado infiltrar, colar, abrirse paso hacia el presente, que la gente sabía lo que había pasado. Pero no era así. | » |
| — Patricio Guzman | |   |

## Filmografia

### Curtmetratges
- 1965: Viva la libertad (18’), ficció animació en blanc i negre, 16 mmm
- 1966: Electroshow (19’), blanc i negre, 16 mmm
- 1968: La tortura y otras formas de diálogo, «un capítulo ampliado y deformado de la pieza de Jorge Díaz Introducción al elefante y otras zoologías»
- 1969: El paraíso ortopédico

### Documentals
- 1972: El primer año (100’), amb pròleg de Chris Marker, sobre el primer any del Govern de Salvador Allende
- La batalla de Chile, trilogia sobre el Govern de Salvador Allende, composta per:
  - 1975: La insurrección de la burguesía
  - 1976: El golpe de estado
  - 1979: El poder popular
- 1985: México precolombino (5 x 30´) sèrie sobre les cultures maia i asteca (TVE)
- 1987: En nombre de Dios (100’), sobre la lluita de l'Església catòlica a favor dels drets humans durant la dictadura de Pinochet
- 1992: La cruz del sur (80’), sobre la religiositat popular a Amèrica Llatina (Quasar Films per TVE)
- 1995: Pueblo en vilo (52’), sobre la memòria històrica d'un petit llogaret mexicà
- 1997: Chile, la memoria obstinada (58’)
- 1999: Isla de Robinson Crusoe (43´), sobre l'illa del mateix nom
- 2001: El caso Pinochet (110´), sobre la detenció d'Augusto Pinochet
- 2002: Madrid (41´), documental sobre la capital espanyola
- 2004: Salvador Allende (102')
- 2005: Mi Julio Verne (52’), sobre Jules Verne
- 2010: Nostalgia de la luz (90’)
- 2010: Chile, una galaxia de problemas (32’), sobre l'oblit i la indiferència cap al passat recent dels xilens
- 2010: Astrónomos de mi barrio (14’), una mirada als astrònoms aficionats de Santiago i Viña del Mar
- 2010: María Teresa y la enana marrón (12’),
- 2010: Oscar Saa, el técnico de las estrellas (10’), trobada amb l'enginyer principals dels observatoris del desert d'Atacama
- 2010: José Maza, el viajero del cielo (13’), classe magistral de Maza sobre alguns misteris de l'univers
- 2015: El botón de nácar (82')
- 2019: La cordillera de los sueños (84')

### Pel·lícules
- 1983: La rosa de los vientos (90’), sobre Amèrica Llatina, estrenada a Canes

## Llibres
- Guion y método de trabajo de 'La batalla de Chile', Colección Hiperión, Editorial Ayuso, Madrid, 1977
- El cine contra el fascismo, libro entrevista de Pedro Sempere, Editorial Fernando Torres, Valencia, 1977

## Premis i reconeixements
| Any  | Premi / Esdeveniment                                                 | Categoria                                                                        | Obra                                                           | Resultat  | Ref.        |
| ---- | -------------------------------------------------------------------- | -------------------------------------------------------------------------------- | -------------------------------------------------------------- | --------- | ----------- |
| 1973 | Festival Internacional de Cinema de Mannheim                         | Premi FIPRESCI                                                                   | El primer año                                                  | Guanyador |             |
| 1975 | Festival de Grenoble                                                 | Gran Premi                                                                       | La insurrección de la burguesía 1a part de La batalla de Chile | Guanyador |             |
| 1976 | Premi del Sindicat Frances de Crítics de Cinema                      | Premi de la crítica: Millor corto                                                | La insurrección de la burguesía 1a part de La batalla de Chile | Guanyador | [ 6 ]       |
| 1976 | Festival DOK de Leipzig                                              | Premi Especial del Jurat                                                         | La insurrección de la burguesía 1a part de La batalla de Chile | Guanyador | [ 6 ]       |
| 1976 | Festival de Grenoble                                                 | Gran Premi                                                                       | El golpe de estado 2a part de La batalla de Chile              | Guanyador |             |
| 1976 | FICCAB                                                               | Gran Premi                                                                       | El golpe de estado 2a part de La batalla de Chile              | Guanyador |             |
| 1977 | Festival de Brussel·les                                              | Gran Premi                                                                       | El golpe de estado 2a part de La batalla de Chile              | Guanyador |             |
| 1979 | Festival Internacional del Nuevo Cinema Latinoamericano de La Habana | Gran Premi Coral                                                                 | El poder popular 3a part de La batalla de Chile                | Guanyador |             |
| 1983 | Festival Internacional de Cinema de Moscou                           | Premi d'Or                                                                       | La rosa de los vientos                                         | Nominat   | [ 6 ]       |
| 1987 | Festival Dei Popoli de Florència                                     | Gran Premi                                                                       | En nombre de Dios                                              | Guanyador |             |
| 1987 | Festival Internacional del Nuevo Cinema Latinoamericano de La Habana |                                                                                  | En nombre de Dios                                              | Guanyador |             |
| 1988 | Festival Internacional de Cinema de Berlín                           | Premi OCIC – Menció Honrosa: Fòrum de Nou Cinema                                 | En nombre de Dios                                              | Guanyador | [ 6 ]       |
| 1988 | Festival Internacional de Cinema de Berlín                           | Premi Peace Film – Menció Honrosa                                                | En nombre de Dios                                              | Guanyador | [ 6 ]       |
| 1988 | Festival de Figueira da Foz                                          | Premi Glauber Rocha                                                              | En nombre de Dios                                              | Guanyador |             |
| 1991 | Festival Internacional de Cinema d'Amiens                            | Premi OCIC - Menció Honrosa                                                      | La cruz del sur                                                | Guanyador | [ 6 ]       |
| 1992 | Festival Internacional de Cinema d'Amiens                            | Unicorni Daurat: Millor documental                                               | La cruz del sur                                                | Guanyador | [ 6 ]       |
| 1992 | Festival de Cinema Documental de Marsella                            | Gran Premi                                                                       | La cruz del sur                                                | Guanyador | [ 6 ]       |
| 1992 | Setmana Internacional de Cinema de Valladolid                        | Premi Tiempo de Historia                                                         | La cruz del sur                                                | Guanyador |             |
| 1993 | Festival de Friburg                                                  | Menció Especial                                                                  | La cruz del sur                                                | Guanyador |             |
| 1993 | Beca Guggenheim                                                      | —                                                                                | —                                                              | Guanyador |             |
| 1994 | Festival de Cinema de Jerusalem                                      | Gran Premi                                                                       | La cruz del sur                                                | Guanyador |             |
| 1997 | Festival Internacional del Nuevo Cinema Latinoamericano de La Habana | Gran Premi Coral - 2n Premi: Documental                                          | Chile, la memoria obstinada                                    | Guanyador | [ 6 ]       |
| 1997 | Festival de Cinema Documental de Marsella                            | Premi del Públic                                                                 | Chile, la memoria obstinada                                    | Guanyador | [ 6 ]       |
| 1997 | Festival Dei Popoli de Florència                                     | Gran Premi                                                                       | Chile, la memoria obstinada                                    | Guanyador |             |
| 1998 | Festival DOK de Leipzig                                              | Paloma de Plata                                                                  | Chile, la memoria obstinada                                    | Guanyador | [ 6 ]       |
| 1998 | Festival DOK de Leipzig                                              | Premi Don Quijote - Menció Honrosa                                               | Chile, la memoria obstinada                                    | Guanyador | [ 6 ]       |
| 1998 | Festival Internacional de Cinema de Saint Louis                      | Premi Millor Documental                                                          | Chile, la memoria obstinada                                    | Guanyador | [ 6 ]       |
| 1998 | Festival de Cinema i Vídeo de Yorkton                                | Premi Golden Sheaf: Millor direcció                                              | Chile, la memoria obstinada                                    | Guanyador | [ 6 ]       |
| 1998 | Festival Internacional de Cinema de San Francisco                    | Golden Spire                                                                     | Chile, la memoria obstinada                                    | Guanyador |             |
| 1998 | Festival Hot Docs del Canadà                                         | Millor Documental Polític                                                        | Chile, la memoria obstinada                                    | Guanyador |             |
| 1998 | Columbus International Film & Video Festival d'Ohio                  | Menció Especial                                                                  | Chile, la memoria obstinada                                    | Guanyador |             |
| 1999 | Festival Internacional de Cinema Documental de Tel-Aviv              | Gran Premi                                                                       | Chile, la memoria obstinada                                    | Guanyador |             |
| 1999 | Festival de Leipzig                                                  | Segon Premi                                                                      | Chile, la memoria obstinada                                    | Guanyador |             |
| 1999 | Beca Open Society Institute de George Soros                          | —                                                                                | —                                                              | Guanyador |             |
| 2001 | Festival de Cinema Documental de Marsella                            | Gran Premi                                                                       | El caso Pinochet                                               | Guanyador | [ 6 ]       |
| 2002 | Festival Internacional de Cinema de San Francisco                    | Premi Golden Gate: Película y vídeo - Actualidad                                 | El caso Pinochet                                               | Guanyador | [ 6 ]       |
| 2004 | Festival de Cinema de Lima                                           | Millor Documental                                                                | Salvador Allende                                               | Guanyador | [ 6 ]       |
| 2004 | Annency                                                              | Millor Documental de Creació Europea                                             | Salvador Allende                                               | Guanyador |             |
| 2005 | Premis de Cinema de Barcelona                                        | Millor Documental                                                                | Salvador Allende                                               | Nominat   | [ 6 ]       |
| 2005 | Premis Goya                                                          | Millor Documental                                                                | Salvador Allende                                               | Nominat   | [ 6 ]       |
| 2005 | Festival de Salzburg                                                 | Premi del Públic                                                                 | Salvador Allende                                               | Guanyador |             |
| 2006 | Premi Altazor de les Arts Nacionals                                  |                                                                                  | Salvador Allende                                               | Guanyador |             |
| 2010 | Festival de Cinema d'Abu Dhabi                                       | Premi Perla Negra: Millor Documental                                             | Nostalgia de la luz                                            | Guanyador | [ 6 ]       |
| 2010 | Premis del Cinema Europeu                                            | Millor Documental Europeu                                                        | Nostalgia de la luz                                            | Guanyador | [ 6 ]       |
| 2010 | Festival Internacional Documental de Sheffield                       | Menció Especial del Jurat                                                        | Nostalgia de la luz                                            | Guanyador | [ 6 ] [ 7 ] |
| 2010 | Festival de Ronda                                                    | Menció Especial del Jurat                                                        | Nostalgia de la luz                                            | Guanyador | [ 7 ]       |
| 2010 | Festival Internacional de Cinema de Toronto                          | 2.° Lugar - Premi del Públic: Millor Documental                                  | Nostalgia de la luz                                            | Guanyador | [ 6 ]       |
| 2010 | Festival de Biarritz                                                 | Premi del Públic                                                                 | Nostalgia de la luz                                            | Guanyador | [ 7 ]       |
| 2010 | Festival de Brussel·les                                              | Premi Ciné Découverte (Públic)                                                   | Nostalgia de la luz                                            | Guanyador | [ 7 ]       |
| 2010 | Festival de Brussel·les                                              | Premi Age d'Or                                                                   | Nostalgia de la luz                                            | Guanyador | [ 7 ]       |
| 2010 | Festival de Canes                                                    | Selecció oficial                                                                 | Nostalgia de la luz                                            | Guanyador | [ 7 ]       |
| 2010 | Festival de Canes                                                    | Menció especial: Premi François Chalais                                          | Nostalgia de la luz                                            | Guanyador | [ 7 ]       |
| 2011 | International Documentary Association de Los Angeles                 | Premi IDA: Millor Treball                                                        | Nostalgia de la luz                                            | Guanyador | [ 6 ]       |
| 2011 | Festival Human Rights Watch de Sant Sebastià                         | Premi Amnistia Internacional                                                     | Nostalgia de la luz                                            | Guanyador | [ 7 ]       |
| 2011 | Premi Altazor de las Artes Nacionales                                | Millor Director Documental                                                       | Nostalgia de la luz                                            | Guanyador | [ 7 ]       |
| 2011 | Festival Internacional de Cinema Latino de Los Angeles               | Premi del Jurat: Millor Documental                                               | Nostalgia de la luz                                            | Guanyador | [ 6 ]       |
| 2011 | Festival Pariscience                                                 | Premi Audacia                                                                    | Nostalgia de la luz                                            | Guanyador | [ 7 ]       |
| 2011 | Festival Ciencia e Cinema de La Corunya                              | Millor Pel·lícula                                                                | Nostalgia de la luz                                            | Guanyador | [ 7 ]       |
| 2011 | Festival Internacional de Cinema de Santa Bárbara                    | Premi Nueva Visión                                                               | Nostalgia de la luz                                            | Guanyador | [ 6 ]       |
| 2011 | Festival Internacional de Cinema de Santa Bárbara                    | Premi Justicia Social                                                            | Nostalgia de la luz                                            | Guanyador | [ 6 ]       |
| 2011 | Festival Internacional de Cinema de Santa Bárbara                    | Premi del Jurat: Millor Documental                                               | Nostalgia de la luz                                            | Nominat   | [ 6 ]       |
| 2011 | Festival Internacional de Cinema a Guadalajara                       | Millor Documental                                                                | Nostalgia de la luz                                            | Guanyador | [ 7 ]       |
| 2011 | Festival Internacional de Cinema Documental de Yamagata              | Premi de l'Alcalde Millor Documental                                             | Nostalgia de la luz                                            | Guanyador | [ 6 ] [ 7 ] |
| 2011 | Festival Internacional de Cinema Documental de Yamagata              | Premi Robert i Frances Flaherty                                                  | Nostalgia de la luz                                            | Nominat   | [ 6 ]       |
| 2011 | Premi Pedro Sienna de Chile                                          | Millor Documental, Millor Director Millor Director de Fotografia                 | Nostalgia de la luz                                            | Guanyador | [ 7 ]       |
| 2011 | Premi Cinéma Tropical de Nova York                                   | Millor Documental                                                                | Nostalgia de la luz                                            | Guanyador | [ 7 ]       |
| 2011 | Premis Cinema Eye Honors dels Estats Units                           | Premi Destacat                                                                   | Nostalgia de la luz                                            | Nominat   | [ 6 ]       |
| 2011 | Festival Internacional de Cinema de Miami                            | Gran Premi del Jurat: Competició Knight Dox                                      | Nostalgia de la luz                                            | Nominat   | [ 6 ]       |
| 2012 | Premis Cinema Eye Honors dels Estats Units                           | Premi Cinema Eye Honors: Logro excepcional en producción de Cinema de no ficción | Nostalgia de la luz                                            | Nominat   | [ 6 ]       |
| 2012 | Premis Cinema Eye Honors dels Estats Units                           | Premis Cinema Eye Honors: Assoleix excepció en la direcció                       | Nostalgia de la luz                                            | Nominat   | [ 6 ]       |
| 2012 | Premis del Sindicat de Guionistes dels Estats Units                  | Premi WGA: Millor Guió Documental                                                | Nostalgia de la luz                                            | Nominat   | [ 6 ]       |
| 2013 | Premis Emmy de Notícia i Documental                                  | Emmy: Millor Documental                                                          | Nostalgia de la luz                                            | Nominat   | [ 6 ]       |
| 2013 | Premis Emmy de Notícia i Documental                                  | Emmy: Programació històrica sobresalient - Forma llarga                          | Nostalgia de la luz                                            | Nominat   | [ 6 ]       |
| 2015 | Festival Documental Internacional del Canadà Hot Docs                | Premi a l'assoliment excepcional                                                 | —                                                              | Guanyador | [ 6 ]       |
| 2015 | Mostra Internacional de Cinema de São Paulo                          | Premi Humanitari                                                                 | —                                                              | Guanyador | [ 6 ]       |
| 2015 | Festival Internacional de Cinema de Bergen                           | Check Points: Premi als Drets Humans - Menció Honrosa                            | El botón de nácar                                              | Guanyador | [ 6 ]       |
| 2015 | Festival Internacional de Cinema de Berlín                           | Os de Berlín de Plata: Millor Guió                                               | El botón de nácar                                              | Guanyador | [ 6 ]       |
| 2015 | Festival Internacional de Cinema de Berlín                           | Premi del Jurat Ecumènic: Competició                                             | El botón de nácar                                              | Guanyador | [ 6 ]       |
| 2015 | Festival Internacional de Cinema de Berlín                           | Os de Berlín Daurat                                                              | El botón de nácar                                              | Nominat   | [ 6 ]       |
| 2015 | Biografilm Festival                                                  | Premi Unipol: Millor Película                                                    | El botón de nácar                                              | Guanyador | [ 6 ]       |
| 2015 | Biografilm Festival                                                  | Premi del Públic: Competició internacional                                       | El botón de nácar                                              | Guanyador | [ 6 ]       |
| 2015 | Festival de Cinema de Jerusalem                                      | Premi Esperit per la Llibertat: Millor Documental                                | El botón de nácar                                              | Guanyador | [ 6 ]       |
| 2015 | Festival de Cinema de Filadèlfia                                     | Premi del Jurat: Millor Documental                                               | El botón de nácar                                              | Guanyador | [ 6 ]       |
| 2015 | Festival Internacional de Cinema Documental de Yamagata              | Premi de l'Alcalde                                                               | El botón de nácar                                              | Guanyador | [ 6 ]       |
| 2015 | Festival Internacional de Cinema Documental de Yamagata              | Premi Robert i Frances Flaherty                                                  | El botón de nácar                                              | Nominat   | [ 6 ]       |
| 2015 | Festival de Cinema de Londres                                        | Premi Grierson: Millor Documental                                                | El botón de nácar                                              | Nominat   | [ 6 ]       |
| 2015 | Premi Iberoamericà de Cinema Fènix                                   | Premi Fènix: Millor Documental                                                   | El botón de nácar                                              | Nominat   | [ 6 ]       |
| 2015 | Festival de Sant Sebastià                                            | Premi Horitzonts                                                                 | El botón de nácar                                              | Nominat   | [ 6 ]       |
| 2015 | Festival de Cinema d'Adelaida                                        | Premi Internacional Foxtel Movies: Millor Documental                             | El botón de nácar                                              | Nominat   | [ 6 ]       |
| 2015 | Festival Internacional de Cinema Doclisboa                           | Competició internacional: Llargmetratge                                          | El botón de nácar                                              | Nominat   | [ 6 ]       |
| 2016 | Prix Lumière                                                         | Premi Lumière: Millor Documental                                                 | El botón de nácar                                              | Guanyador | [ 6 ]       |
| 2016 | Premis César                                                         | Millor Documental                                                                | El botón de nácar                                              | Nominat   | [ 6 ]       |